# Durban (Schiff)
HMS Durban (D99) war ein britischer Leichter Kreuzer der Danae-Klasse, der am 29. Mai 1919 in Greenock, Schottland, vom Stapel lief. 

Das Schiff wurde im Juni 1944 vor der Normandie zur Schaffung eines künstlichen Hafens versenkt.

## Die Geschichte des Schiffs
Der Kreuzer wurde im Januar 1918 bei Scotts Shipbuilding and Engineering Company in Greenock als zweiter Neubau dieser Klasse bei der Werft begonnen. Nach dem Stapellauf wurde der Neubau an den Devonport Dockyard zur Fertigstellung abgegeben. Im September 1921 wurde der Kreuzer als sechstes Schiff der Klasse abgeliefert.

### Einsatzgeschichte
Die Durban wurde der 5th Light Cruiser Squadron auf der China Station zugeteilt, wohin ihr die nach ihr fertiggestellten Schwesterschiffe Diomede und Despatch 1922 folgten. nach dem Kanto-Erdbeben in Japan gehörte der Kreuzer zu den Einheiten, die dort Hilfe leisteten. Im Oktober 1926 kehrte der Kreuzer zu einem Besatzungsaustausch kurz in die Heimat zurück. Der erneute Ausmarsch in den Fernen Osten erfolgte schon im folgenden Monat über Südafrika mit einem Besuch der namensgebenden Stadt in Natal am 15. Dezember 1926.
Die in China herrschenden Unruhen führten zu einer Konzentration ausländischer Kriegsschiffe vor Shanghai und auf dem Jangtsekiang. Dabei handelte es sich nicht nur um Flusskanonenboote, sondern auch um für den Einsatz wenig geeignete Zerstörer und Kreuzer. So lag die Durban auch einige Zeit vor Nanking mit zehn anderen britischen Schiffen, ehe sie dort vom Flottillenführer Keppel abgelöst wurde.
1928 wurde der Kreuzer auf der China Station vom Schweren Kreuzer Berwick abgelöst.
Der Durban wurde als neue Station die in Bermuda stationierte 8th Cruiser Squadron zugewiesen. Der Kreuzer verließ die China Station nach Honolulu und zur kanadischen Marinebasis Esquimalt. Damit befand er sich schon im Bereich der North America and Westindies Station. Er besuchte noch Alaska, San Diego im und lief dann durch den Panamakanal und über Jamaika bis zum 8. Oktober 1928 nach Bermuda, wo sie im Geschwader die abgezogene Cairo ersetzte. Während der Dienstzeit dort unterstützte sie 1929 die durch einen Hurrikan verwüstete Insel Grand Turk.
Im August 1930 wurde der Kreuzer von der Station abgezogen. Nach einer Überholung kehrte im August 1931 wieder zum Geschwader zurück und wurde der South Atlantic Division zugeteilt.
Im Dezember 1933 wurde die Durban dort durch den Schweren Kreuzer York ersetzt und kehrte in die Heimat zurück.
Ihre letzte aktive Friedens-Dienstzeit begann im März 1934, die der Kreuzer bei der Mediterranean Fleet bis September 1936 verbrachte. Durban kehrte dann nach Großbritannien zurück und wurde der Reserve zugeteilt.

#### Zweiter Weltkrieg
Bei Kriegsbeginn wieder aktiviert, wurde der alte Kreuzer der 9th Cruiser Squadron zugeteilt und mit der Überwachung des Schiffsverkehrs im Südatlantik zwischen Freetown und Kapstadt beauftragt. Ende September erreichte der Kreuzer Südafrika. In der zweiten Hälfte des Oktobers verlegte er über Mauritius und Colombo nach Singapur zur China Station, wo im November in Hongkong eine Überholung stattfand. In den folgenden Monaten sicherte der Kreuzer den britischen Handelsverkehr im südchinesischen Meer und zwischen Malaya und Indien. Ende März 1940 bildete die Royal Navy eine Malaya Force zur Überwachung deutscher Handelsschiffe die in den Häfen von Niederländisch-Indien Zuflucht gesucht hatten. Zu dieser Einheit gehörten neben der Durban ihre Schwesterschiffe Danae und Dauntless, die Zerstörer Stronghold und Tenedos, die Sloop Falmouth sowie die U-Boote Perseus und Rainbow. Die vor Padang liegende Durban überwachte die dort eingelaufenen Wuppertal, Bitterfeld, Rheinland der Hapag, die Franken des NDL und die Soneck der DDG Hansa.
Zu Beginn des Pazifikkrieges im Dezember 1941 gehörte die Durban mit den Schwesterschiffen Danae und Dragon, den Zerstörern Encounter, Stronghold und Tenedos und vier australischen Minensuchbooten zu den alliierten Schiffen, die in Singapur zurückgelassen wurden, als Teile der Royal Navy vergeblich versuchten, die japanische Landungsflotte anzugreifen. Die zurückgelassenen Einheiten wurden zu Geleitschutzaufgaben zwischen Singapur und Sunda-Straße herangezogen. Dazu kamen im Dezember weitere sechs Zerstörer. Ende Januar 1942 bildete die Royal Navy eine China Force für Geleitaufgaben zwischen Singapur, der Sunda-Straße und Java mit den Kreuzern Danae, Dragon und Durban, den Zerstörern Jupiter, Encounter, Express, Electra, Stronghold und der australischen Vampire sowie der indischen Sloop Jumna und der australischen Yarra.
Anfang Februar 1942 operieren die Kreuzer Canberra, Cornwall, Danae, Dragon, Durban, der Zerstörer Electra sowie die Sloops Sutlej und Yarra in Geleitdienst zwischen Ceylon und der Sunda-Straße, um Nachschub und Verstärkungen nach Niederländisch-Indien zu sichern.
Mitte Februar war die Durban an der Evakuierung Singapurs beteiligt und wurde bei der Überfahrt mit Flüchtlingen nach Sumatra an 12. Februar von Flugzeugen des japanischen Flugzeugträgers Ryūjō, der die japanische Landung auf Sumatra sicherte, angegriffen und dabei beschädigt. Ein Bombentreffer auf dem Vorschiff führte zum Verlust einer 152-mm-Kanone. Da eine Reparatur des Kreuzers notwendig war, wurde er mit Handelsschiffen aus Batavia nach Colombo weitergeleitet.
Im März sicherte der nicht reparierte Kreuzer den Handelsverkehr im Indischen Ozean. Am 13. Mai entdeckte die Durban nahe Kapstadt das deutsche Hilfsschiff Doggerbank (ex Speybank), das vor Kapstadt Minen gelegt hatte. Das deutsche Hilfsschiff wies sich mit korrekten Signalen als Schwesterschiff Leverbank aus und konnte weiterlaufen. Der beschädigte Kreuzer lief im März über die Azoren in die USA und wurde in New York repariert, wobei es auch auf die Installation von Radar und verbesserten U-Jagd-Sensoren vorbereitet wurde. Im Juli verlegte er nach Großbritannien, wo neue Sensoren installiert und acht 20-mm-Oerlikon-Kanonen aufgestellt wurden. Die neue Besatzung machte sich bei der Home Fleet mit dem Schiff vertraut.

Ab dem 4. Oktober 1942 begleitete die Durban das Truppengeleit WS 23 nach Südafrika. An der Sicherung dieses Konvois waren zeitweise auch die Hilfskreuzer Queen of Bermuda und Carthage, das Schwesterschiff Despatch und der griechische Hunt-Zerstörer Kanaris beteiligt. Nach der Ankunft in Durban Anfang November 1942 war der Kreuzer wieder zu Sicherungsaufgaben im Indischen Ozean eingesetzt. Ende 1942 begann eine größere Instandsetzung der Durban in Bombay, die im März 1943 abgeschlossen wurde.
Nachdem der Kreuzer vom 5. bis 9. April 1943 ein Truppengeleit von Durban nach Aden begleitet hatte, wurde er in den Persischen Golf entsandt, um dort den alliierten Schiffsverkehr zu sichern und britische Interessen durchzusetzen, wobei Bahrein als Basis diente. Im Juni verlegte der Kreuzer nach Kilindini Harbour, um von dort den alliierten Schiffsverkehr im Indischen Ozean zu sichern. Am 23. Oktober begann der Rückmarsch des Schiffes von den Seychellen zum Vereinigten Königreich, wo der nicht mehr benötigte Kreuzer im November 1943 Portsmouth eintraf und im Dezember außer Dienst gestellt wurde.

#### Das Ende derDurban

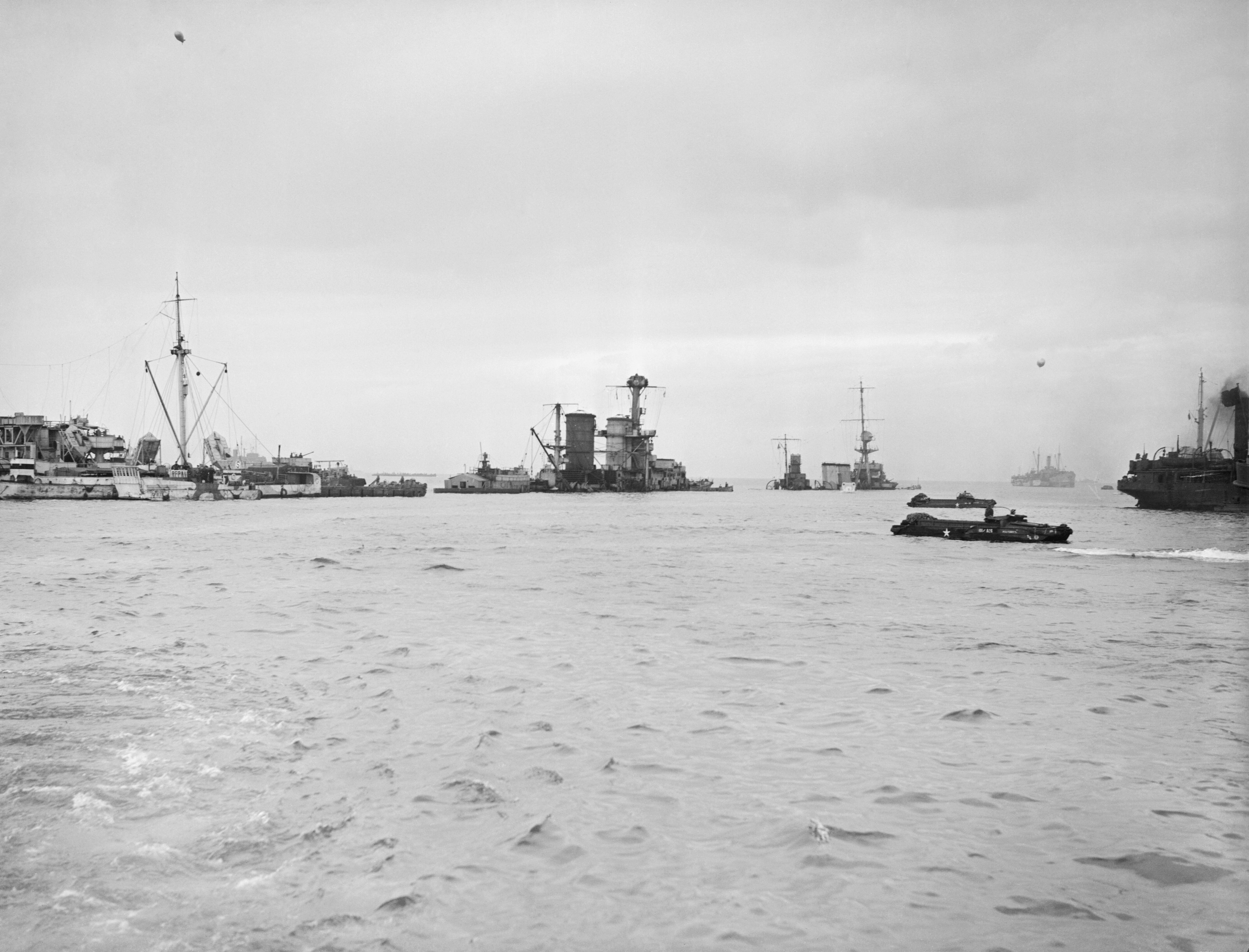
Versenkte Schiffe vor dem Strand von Ouistreham; links die HMS Durban

Im Juni 1944 versenkten die Briten die Durban, ihr Schwesterschiff Dragon und andere Einheiten vor der Küste der Normandie als Wellenbrecher, um den dort angelegten Mulberry-Hafen zu schützen. Am 9. Juni 1944 wurde Durban in der Seine-Bucht vor Ouistreham als Teil des Wellenbrechers Gooseberry 5 auf 49° 21′ N, 0° 16′ W versenkt.
Die Schiffsglocke der Durban wird heute in der Kapelle des alten britischen Forts in Durban aufbewahrt.